# كيوتانابي (كيوتو)
مدينة كيوتانابي (بالإنجليزية: Kyōtanabe)‏ هي أحد المدن التابعة لمحافظة كيوتو. تأسست رسميًا في 01/04/1997. ويقدر عدد سكانها بـ 65211 نسمة حسب تقدير مكتب الإحصاء الياباني لعام 2012. تبلغ مساحة كيوتانابي 42.94 كم2. بكثافة سكانية تبلغ 1519 نسمة/كم2.

## روابط خارجية
- الموقع الرسمي لمدينة كيوتانابي
- مكتب الإحصاءات البريطاني